# Шокли, Уильям Брэдфорд
Уи́льям Брэ́дфорд Шо́кли (англ. William Bradford Shockley; 13 февраля 1910, Лондон — 12 августа 1989, Станфорд) — американский физик, исследователь полупроводников, лауреат Нобелевской премии по физике 1956 года. В годы Второй мировой войны Шокли участвовал в создании американской школы исследования операций и в разработке тактики стратегических бомбардировок. В январе 1948 года Шокли изобрёл плоскостной биполярный транзистор, а затем создал научную теорию, объяснявшую его работу. В 1956 году Шокли основал названную его именем лабораторию, которая стала одним из истоков Кремниевой долины.
В личности Шокли сочетались талант теоретика и преподавателя, культ собственного интеллекта и тела, неукротимая тяга к соперничеству и глухота к мнениям и интересам других людей. Жёсткость Шокли стала причиной ухода из его компании «вероломной восьмёрки», положившей начало буму в микроэлектронике. В 1960-е годы Шокли увлёкся идеями евгеники и начал публичную кампанию против «вырождения» американской нации. Его расистские теории были отвергнуты обществом, разрушили научную репутацию Шокли и привели к фактическому изгнанию его из научного сообщества.

## Происхождение. Детство (1910—1928)
Уильям Брэдфорд Шокли родился в необычной семье. Отец и мать Шокли познакомились, когда ему было 52 года, ей 30. Оба получили превосходное для своего времени образование. Уильям Шокли-старший, потомок пилигримов с «Мейфлауэра», сын шкипера-китобоя, окончил Массачусетский технологический институт и сколотил небольшое состояние, работая горным инженером — сначала в Калифорнии, а затем в Китае. В зрелые годы он забросил инженерное дело и занялся спекуляциями на акциях горнорудных компаний. Мать окончила Стэнфордский университет и стала первой в США женщиной — горным инспектором. После свадьбы в январе 1908 года супруги Шокли переехали в Лондон, поближе к биржевым интересам Уильяма Шокли-старшего. Семья вела праздный, богемный образ жизни, и не соглашалась умерить свои расходы даже тогда, когда стало ясно, что бизнес мужа не приносит дохода. Летом 1909 года, когда мать была беременна Уильямом-младшим, Уильяму-старшему пришлось отправиться на заработки в геологоразведочную экспедицию на Амур. Он вернулся в Лондон незадолго до родов, которые оказались неожиданно долгими и тяжёлыми.
Шокли родился физически здоровым, но вскоре родители обратили внимание на странности в его умственном и душевном развитии. Подробные дневники, которые вели отец и мать, свидетельствуют о том, что уже в пять месяцев ребёнок произнёс собственное имя, Билли, а в двенадцать месяцев умел считать до четырёх и узнавал буквы алфавита. Одновременно с этим Уильям был склонен к припадкам слепой, неуправляемой агрессии. Он кусал родителей, бился в конвульсиях, однажды сильно ударился головой о чугунную батарею. Он стал опасен, прежде всего для самого себя. Телесные наказания и психологические эксперименты не помогали, наёмные няньки в доме Шокли долго не задерживались, но хуже всего было то, что уверенные в собственном «педагогическом даре» родители не давали Уильяму общаться со своими сверстниками.
В 1913 году семья от безденежья вернулась в США и обосновалась в Калифорнии. Родители долго не желали отдавать сына в школу. Только в восемь лет Уильям пошёл в публичную школу, а год спустя — в дорогую частную «Военную академию Пало-Алто». К удивлению родителей, в закрытом интернате Уильям не только отлично учился, но и неплохо себя вёл. В 1922 родители, планировавшие вновь уехать в Лондон, забрали сына из школы, и только в 1924 году Уильям, пропустив средние классы, вернулся в школу. 18 мая 1927 года он сдал приёмные экзамены в Калифорнийский университет в Лос-Анджелесе. 26 мая того же года Уильям Шокли-старший умер от инсульта, оставив жене и сыну достаточно средств на экономную, но безбедную жизнь.

## Университетские годы (1928—1936)
К восемнадцати годам Шокли достиг пика физической формы, которую поддерживал постоянными тренировками, и даже снимался в рекламе спортивных тренажёров. Примерно тогда же сформировалась доминирующая черта характера Шокли — неукротимая тяга к соперничеству. Осенью 1928 года Шокли перешёл из университета в Калифорнийский технологический институт — в те годы небольшой колледж, занимавшийся исключительно фундаментальной наукой под руководством нобелевского лауреата Роберта Милликена. Четыре года обучения Шокли в Калтехе совпали с периодом формирования квантовой механики, и именно на ней Шокли и сосредоточился. Учебный план Шокли составил будущий дважды нобелевский лауреат Лайнус Полинг, а наибольшее влияние на Шокли, с его слов, оказали преподаватели теоретической физики Уильям Хаустон и Ричард Толмен.
В 1932 году Шокли поступил в докторантуру Массачусетского технологического института (MIT). Его научными руководителями стали вначале Джон Слейтер, а с 1933 года — ученик Карла Комптона Филип Морзе. Морзе был не только блестящим преподавателем и организатором, но и человеком со связями — он входил в кружок ведущих инженеров и менеджеров Bell Labs, посещавших вместе подпольные заведения Нью-Йорка . Морзе познакомил Шокли с его будущим шефом Мервином Келли и с Уолтером Браттейном. Тогда же, в августе 1933 года, 23-летний Шокли женился на Джин Альберте Бейли, а в марте 1934 года Джин родила девочку, Аллисон Шокли.
Сверстник и товарищ Шокли по MIT Фредрик Зейтц отмечал, что к 1932 году Шокли развился в блестящего интеллектуала, способного с первой попытки решать сложные научные задачи, но при этом был совершенно не способен к восприятию чужих точек зрения. Уже тогда, по мнению Зейтца, в уме Шокли возникла навязчивая идея «власти избранных», отрицание демократии ради торжества интеллектуальной элиты. Шокли дополнял собственную «интеллектуальную исключительность» ежедневными физическими тренировками, по примеру Морзе занимался альпинизмом и спелеологией.
Весной 1936 года, когда Шокли завершал работу над докторским дипломом, в США продолжалась Великая депрессия. Университеты прекратили наём новых сотрудников, а Шокли надо было кормить семью. Поэтому, когда Келли предложил Шокли работу в исследовательском центре в Здании лабораторий Белла с начальной зарплатой 310 долларов в месяц, Шокли немедленно согласился. После защиты диплома Шокли в июне 1936 года вся семья переехала в Нью-Йорк и обосновалась на 17-й улице.

## Ранние работы на Bell Labs (1936—1942)

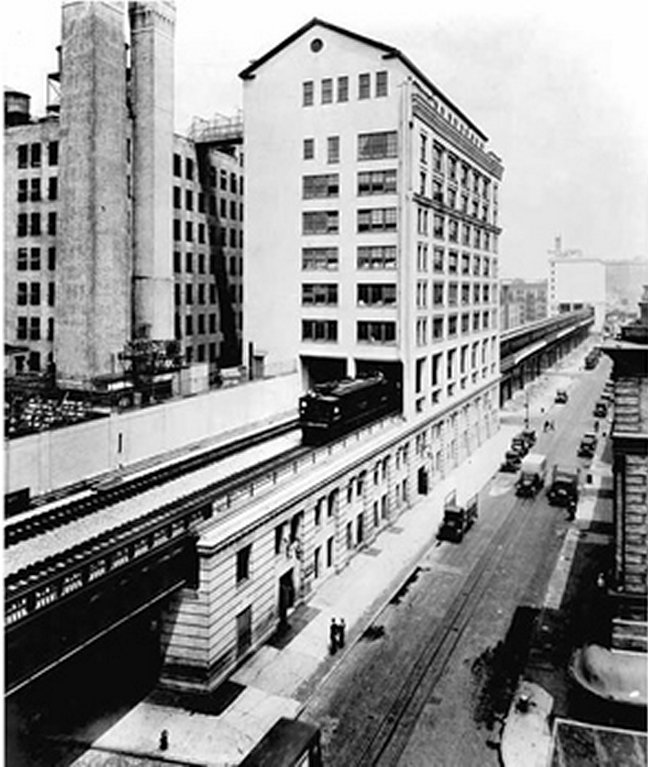
Здание нью-йоркской лаборатории Bell. Фото 1936 года

Шокли начал работу на Bell Labs в лаборатории вакуумных ламп Клинтона Дэвиссона. Уже в первый год работы у Дэвиссона Шокли опубликовал восемь научных работ и изобрёл устройство для фокусировки лучей в лучевой трубке. Bell Labs была одной большой фабрикой патентов, в которой карьеры сотрудников определялись не столько их вкладом в науку, сколько способностью генерировать патентуемые идеи. В историю же вошли не патенты Шокли, а его короткая статья 1938 года «О токах в проводниках, наведённых движущимся точечным зарядом».
К 1938 году рабочие частоты вакуумных ламп выросли настолько, что периоды колебаний стали сопоставимы со временем пролёта электрона между электродами. Радиотехникам потребовалась новая модель, описывающая не ток электронов от катода к аноду, но ток, наведённый этими электронами на электроды лампы. Традиционный анализ требовал трудоёмкого интегрирования напряжённости поля по теореме Гаусса. По Шокли, этот расчёт можно было заменить простой формулой, не требующей интегрирования. Независимо от Шокли к аналогичному решению пришёл Саймон Рамо. После публикации его работы в 1939 году модифицированная формула стала известна как теорема Шокли — Рамо. Она оказалась применима не только к вакуумным лампам, но и к емкостям колебательных контуров, к газонаполненным (ионизационные камеры) приборам и полупроводникам (солнечные батареи).

## Вторая мировая война (1939—1945)
В межвоенные десятилетия, в эпоху формирования квантовой и ядерной физики, наука резко помолодела. В годы, когда Шокли начинал научную деятельность, считалось, что физики обычно совершают открытия в возрасте до 35 лет. Дирак и Эйнштейн утверждали, что «физик умирает к тридцати годам». Анализ, проведённый в 2011 году, подтвердил, что 31 % нобелевских лауреатов по физике межвоенных лет были награждены за открытия, сделанные в возрасте до 30 лет, 78 % — за открытия, сделанные в возрасте до 40 лет. Возраст интеллектуального расцвета Шокли, с 29 до 35 лет, пришёлся на Вторую мировую войну. Шокли отдал свои лучшие годы не фундаментальной науке, а решению военно-прикладных задач.

### Атомный проект
26 января 1939 года Нильс Бор сделал в Вашингтоне публичное сообщение об открытии деления атомного ядра. Превращение урана, облучённого медленными нейтронами, в изотоп бария, открыли Отто Ган и Фриц Штрассман, а теоретическое объяснение открытия сформулировали Лиза Мейтнер и Отто Фриш. Шокли, Браттейн и Джеймс Фиск посетили семинар Бора в Колумбийском университете и донесли услышанное до руководства Bell Labs, но вряд ли могли рассчитывать, что частный научно-прикладной институт займётся вопросами ядерной физики. Однако в мае 1940 года Келли поручил Шокли и Фиску проработать вопрос о возможности генерации ядерной энергии. Несколько дней спустя Шокли самостоятельно пришёл к идее замедления нейтронов в реакторе, сложенном из слоёв обогащенного урана, графита и воды. Через два месяца Шокли и Фиск доложили Келли о том, что уран действительно может служить источником промышленной энергии, изотопов для «грязных» бомб и о принципиальной возможности создания атомной бомбы.
Сразу после этого доклада Bell Labs прекратила свой ядерный проект — скорее всего, по указке правительства. Доклад Шокли и Фиска, вероятно, был известен британским и канадским ядерщикам, но в самих США его держали в секрете от собственных физиков. Обнародовать свою работу Шокли и Фиск не могли, так как в стране уже действовал мораторий на публикации по ядерной физике. Они подали патентную заявку на разработанную ими схему реактора, а состоявшаяся после войны экспертиза показала, что именно Шокли и Фиск являются авторами первой работоспособной схемы реактора. Со слов Фиска, правительство США решило не допустить того, чтобы стратегически важный патент оказался в частной собственности: правительство надавило на AT&T, и компания тихо отказалась от борьбы за патент на реактор.

### Работы на ВМФ США

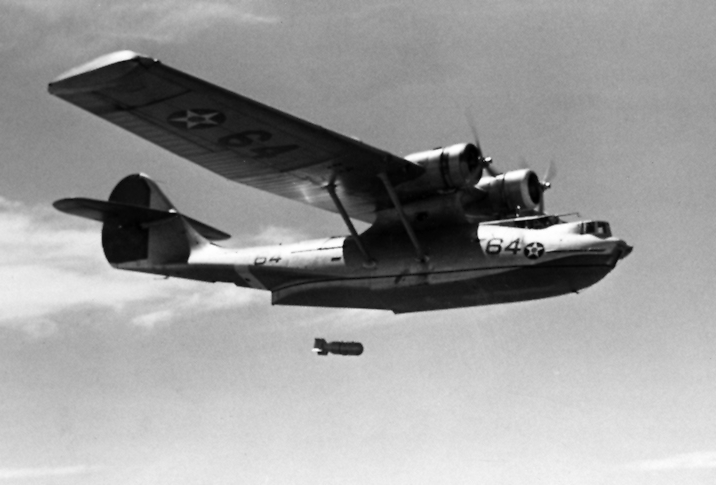
Сброс глубинных бомб с патрульного самолёта. Фото 1942 года

Весной 1942 года Морзе пригласил, а фактически мобилизовал, Шокли на должность директора по исследованиям недавно созданной группы по противолодочным операциям (англ. Anti-Submarine Warfare Operations Research Group, ASWORG). В течение последующих полутора лет Шокли занимался исследованием операций противолодочных сил и атлантических конвоев. По мнению биографа Шокли Джоэла Шуркина, лето 1942 года стало лучшим периодом в жизни Шокли, за которым последовала необратимая деградация.
Вначале Морзе поручил Шокли разобраться с проблемой неэффективности авиаударов по подводным лодкам. Глубинные бомбы, сбрасываемые с самолётов, на практике были намного менее эффективными, чем те же бомбы, сбрасываемые с надводных кораблей. Несколько дней спустя Шокли нашёл ответ: эсминцы сбрасывали бомбы на подводные цели, самолёты — на надводные, однако взрыватели авиационных глубинных бомб устанавливались на стандартную флотскую глубину срабатывания для подводных целей — 75 футов (25 м). По рекомендации Шокли взрыватели авиационных бомб установили на глубину срабатывания 35 футов, и через два месяца флот сообщил, что эффективность поражения подлодок с воздуха выросла в пять раз. Однако вскоре, когда группа Шокли занялась вопросами поиска подлодок и оценкой эффективности противолодочных радаров, стало ясно, что флотская отчётность недостоверна. Чтобы понять, насколько она недостоверна, физикам и математикам пришлось переселиться на военно-морские базы и летать в Атлантику с боевыми экипажами, одновременно обучая лётчиков новейшей тактике патрулирования.
«Нащупав» реальное положение дел в противолодочной авиации, группа Шокли выполнила два исследования, определившие тактику ВМФ США на заключительном этапе битвы за Атлантику. Во-первых, Шокли доказал, что использование радара повышает вероятность обнаружения подводной лодки в три раза, и сделал вывод о том, что немцы не используют имевшиеся на подводных лодках детекторы радиолокационного излучения. Наибольшую вероятность обнаружения цели, по мнению группы Шокли, имели медленные патрульные самолёты с постоянно включёнными радарами, ведущие поиск вдали от берегов США. Флот последовал этой рекомендации, оборудовал все патрульные самолёты радарами и запретил пилотам отключать их. Во-вторых, изучив статистику действий немецкой авиации против атлантических конвоев, группа Шокли сделала вывод о том, что немецкая авиация не использует радары при поиске целей. Как следствие, в условиях ограниченной видимости и в тумане конвои могли не опасаться обнаружения с воздуха.
Группе Шокли довелось делать и нежелательные для ВМФ открытия. Сотрудник Шокли, изучавший эффективность пеленгации радиопередатчиков немецких подлодок, установил, что достижения американских радистов существенно превосходили расчётную точность триангуляции. Когда Морзе доложил о странном выводе руководству ВМФ, тему срочно закрыли: аналитик Шокли случайно вышел на другой, глубоко засекреченный источник информации — взломанные англичанами немецкие шифры.

### Работы на ВВС США

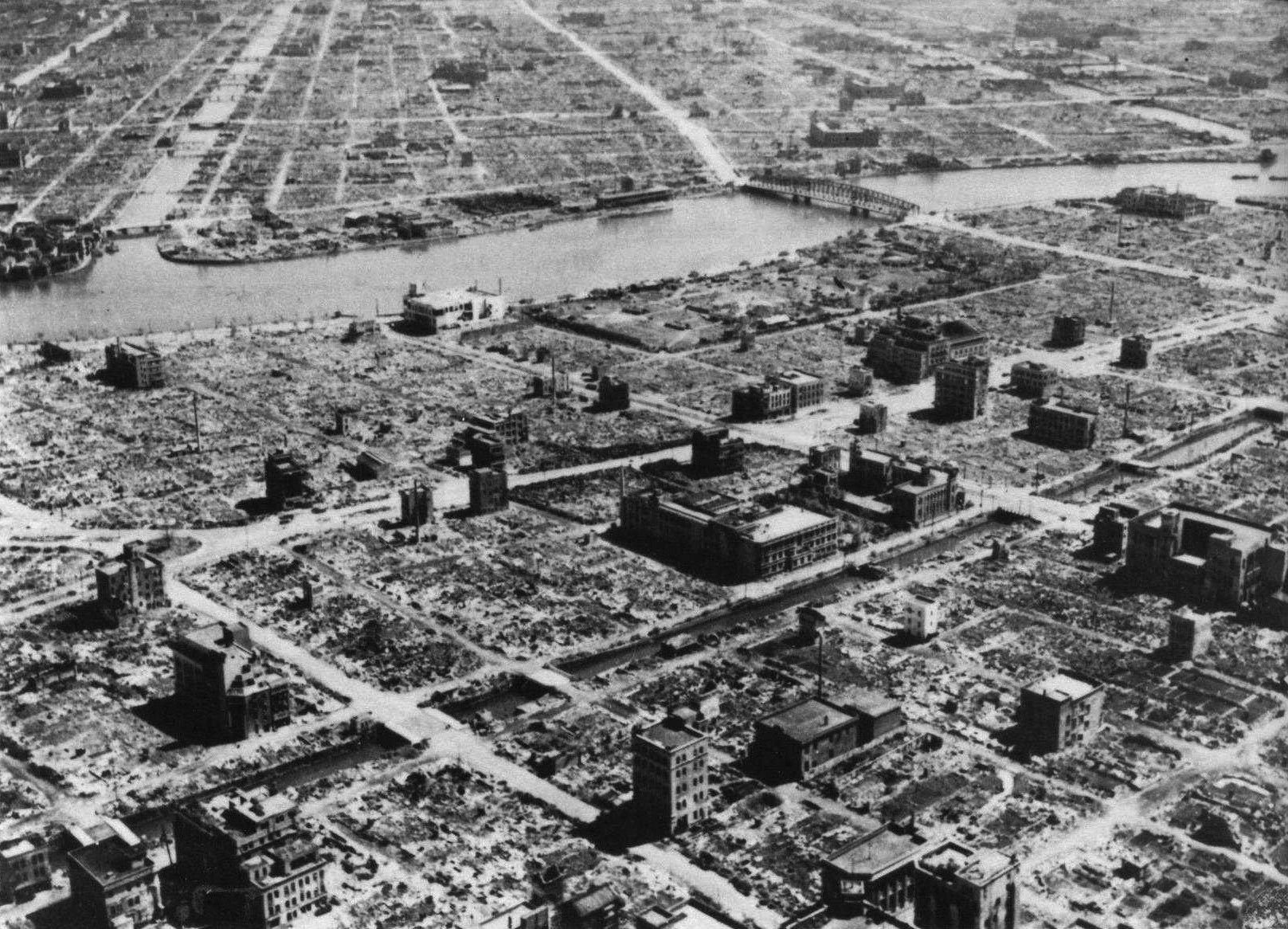
Последствия бомбардировки Токио 10 марта 1945 года

В течение 1943 года союзники выиграли битву за Атлантику, и в январе 1944 года Шокли перешёл из подчинения ВМФ в группу консультантов стратегической авиации. Весной и летом 1944 года Шокли разрабатывал программу обучения лётчиков навыкам ориентации и бомбометания по индикатору кругового обзора бортового радара. Облетев вдоль и поперёк район учебных полётов в Северной Каролине, Шокли составил карту характерных примет местности и их радиолокационных профилей, по которым тренировали лётчиков дальней авиации. Обучение по программе Шокли занимало 85 лётных часов, по окончании программы бомбардиры должны были укладывать бомбы в радиусе 500 м (1700 футов) от расчётной цели — ночью, со средних высот на крейсерской скорости. Промахи обычно свидетельствовали не об ошибках лётчиков, а о неточности радиолокационных карт.
В сентябре 1944 — феврале 1945 года Шокли предпринял уникальное для того времени кругосветное путешествие. Он посетил коллег в Англии, провёл несколько недель на авиабазах в Индии, а затем вылетел на захваченный у японцев Сайпан для оценки боевой эффективности бомбардировок Японии новейшими B-29. Январь 1945 года Шокли провёл на Цейлоне, составляя радиолокационные карты для налётов на Осаку и Нагою. В марте 1945 года эти карты пошли в дело. По мнению командующего ВВС генерала Арнолда, неожиданно раннее (2 сентября 1945 года) окончание войны было, в том числе, личной заслугой Шокли.
В феврале 1945 года по инициативе Арнолда вернувшийся в США Шокли стал советником военного министра и сосредоточился на оценке эффективности стратегических бомбардировок Германии и Японии. Шокли придерживался мнения о том, что реальная эффективность бомбардировок Германии была меньше, чем признавалось официально, но, в отличие от своего британского учителя и коллеги Патрика Блэкетта, Шокли не отрицал целесообразности этих бомбардировок. Эффективность налётов на Японию была намного ниже, и Шокли рекомендовал «изучить альтернативы». Неизвестно, имел ли Шокли в виду атомные бомбардировки, знал ли он о действительном состоянии Манхэттенского проекта — но о том, что такие работы ведутся, он не мог не знать. Уже после Хиросимы военные поручили Шокли оценить, насколько Советский Союз отставал от США в разработке ядерного оружия. Шокли дал пессимистический ответ: «на три года». В действительности СССР испытал первую атомную бомбу на четыре года позже США, 29 августа 1949 года.

## Изобретение транзистора (1946—1950)
Война изменила отношение Шокли к собственному месту в науке. Шокли навсегда отошёл от чистой науки, сосредоточившись на прикладных, практических задачах. Он сохранил дар теоретика, но теория интересовала его исключительно как средство, ведущее к практической цели — созданию полупроводниковых приборов. Война отрицательно повлияла на психику Шокли, его брак с Джин Бейли был близок к распаду. В 1942 и 1947 годах Джин родила Шокли двух сыновей, но к концу войны супругов не связывало ничего, кроме ответственности за детей. 6 ноября 1943 года, во время одного из редких отпусков, Шокли предпринял неудачную попытку застрелиться. Поводы к самоубийству, причины глубокой депрессии Шокли в этот день остались неизвестны. Шокли никогда более не предпринимал попыток самоубийства: вероятно, он решил, что судьба дала ему второй шанс. В бога Шокли не верил. В первые два-три года после войны Шокли, со слов очевидцев, вёл себя безупречно, но в декабре 1947 года в его жизни произошёл другой кризис. Изобретение точечного транзистора, в котором Шокли не принимал участия, побудило Шокли начать теоретическую проработку гипотетического плоскостного транзистора — работу, которая принесла ему Нобелевскую премию.

### Транзистор Бардина и Браттейна

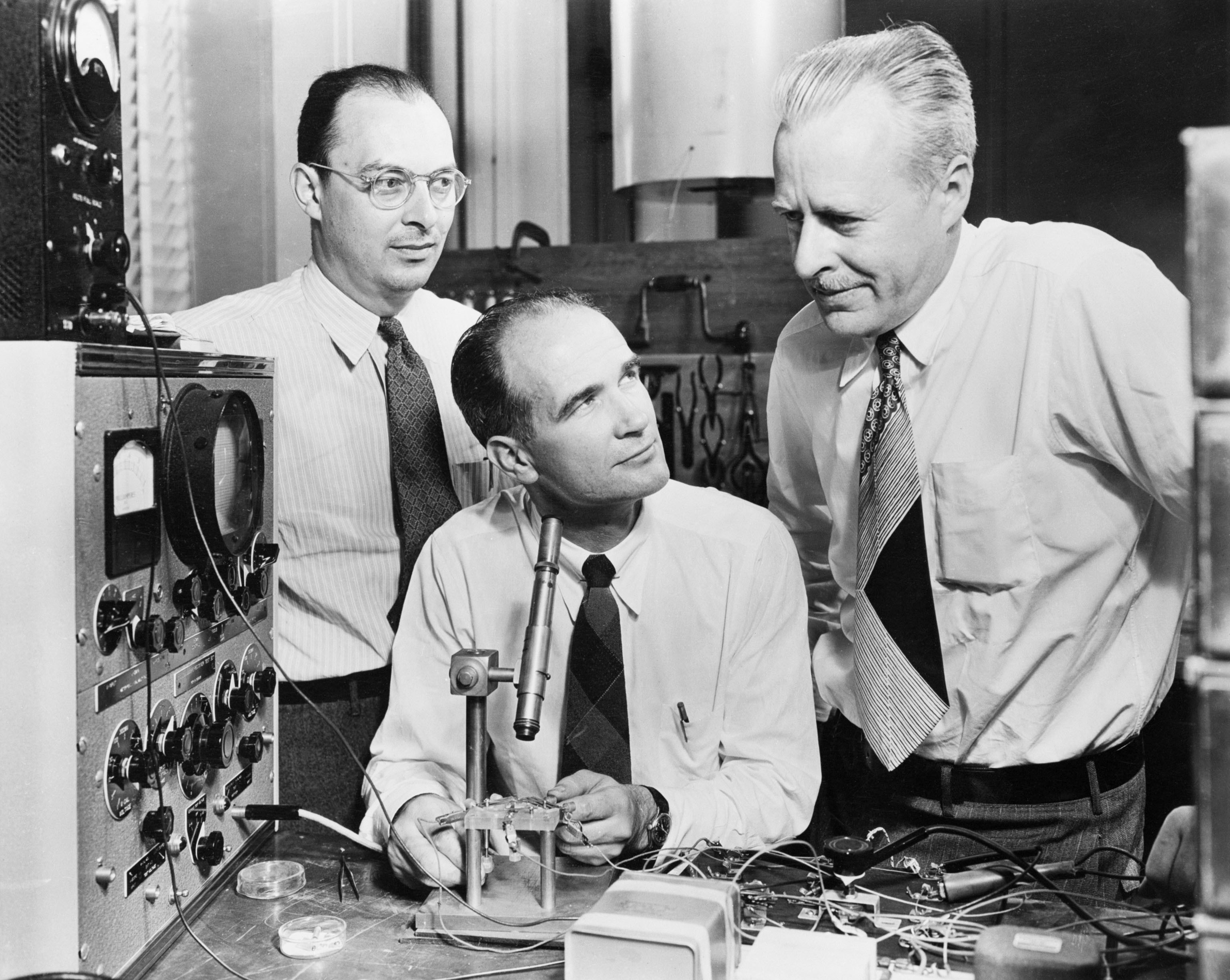
Бардин, Шокли и Браттейн в лаборатории. Постановочное рекламное фото 1948 года. К этому времени отношения Шокли и Бардина были бесповоротно испорчены

Весной 1945 года Шокли вернулся в Bell Labs и собрал рабочую группу по разработке полупроводниковых приборов. В сентябре 1945 года, основываясь на работах Карла Ларка-Хоровица, сузил выбор перспективных полупроводников до двух — германия и кремния. В январе 1946 года Шокли задал единственно возможное, как тогда казалось, направление поиска — разработку гипотетического полевого транзистора, прибора, в котором внешнее электростатическое поле затвора управляет током в массиве полупроводника. По всем расчётам, такой прибор должен был работать, но эксперимент опроверг надежды Шокли. Все 34 сотрудника лаборатории Шокли сосредоточились на одной цели — выяснение причин «одной из величайших неудач в истории науки». В октябре 1945 года к работе присоединился блестящий теоретик Джон Бардин. 19 марта 1946 года Бардин впервые объяснил произошедшее в терминах теории поверхностных состояний, а в следующие несколько месяцев Бардин и Браттейн экспериментально подтвердили эту гипотезу. Шокли был раздосадован: до войны он сам занимался поверхностными состояниями, и должен был бы учесть их — но не сделал этого. Он устранился от работы над «полевым транзистором», а Бардин, Браттейн и их помощники продолжили опыты, с каждым шагом отдаляясь от направления, заданного Шокли. Шокли проявил интерес к их работам только в октябре-ноябре 1947 года, но по-прежнему не принимал в них активного участия.
16 декабря 1947 года Браттейн собрал первый работоспособный точечный транзистор, а 23 декабря продемонстрировал руководству Bell Labs, в том числе Шокли, транзисторный усилитель. Рано утром 25 декабря над Нью-Джерси начался обильный снегопад, сделавший дороги непроходимыми, но Шокли всё же сумел добраться до лаборатории, чтобы ещё раз посмотреть на установку Браттейна. Он понял, что упустил, возможно, главное открытие своей жизни. Патентные эксперты компании подтвердили, что все личные права на изобретение принадлежат Бардину и Браттейну, но не Шокли. Со слов Браттейна, Шокли попытался торпедировать их патентную заявку: «Он позвонил по очереди Бардину и мне и … и заявил, что иногда люди, выполняющие работу, не получают того, что им причитается. Он считал, что в состоянии [сам, единолично] запатентовать всё, начиная с полевого эффекта…». Браттейн отшутился: «Славы хватит на всех», Бардин затаил обиду. Взаимное недоверие, порождённое минутной паникой Шокли, стало началом конца лаборатории Шокли в Bell Labs. Идея Шокли «запатентовать всё» провалилась, так как патент на принцип действия полевого транзистора уже принадлежал Юлиусу Лилиенфельду.
Существуют косвенные признаки того, что в начале 1948 года Шокли угрожал компании судебным иском, если та не сделает его соавтором заявки. Скорее всего, переговоры окончились компромиссом: авторство изобретения осталось за Бардином и Браттейном, но в публичных заявлениях Bell Labs изобретателями назывались трое: Бардин, Браттейн и Шокли. Внутренняя инструкция Bell Labs предписывала, чтобы на всех фото для прессы Бардин, Браттейн и Шокли появлялись вместе, как равные соавторы. На первой публичной демонстрации транзистора именно Шокли отвечал на вопросы журналистов, став на время лицом компании. Так, ещё до присуждения Нобелевской премии 1956 года, в американском обществе сложился миф о «трёх изобретателях» первого транзистора, и миф о Шокли как о «первом среди равных».

### Транзистор Шокли
Главный творческий прорыв состоялся не тогда, когда я пытался изобрести транзистор, а когда я конструировал установку для экспериментов с поверхностными явлениями в точечных транзисторах. Внезапно до меня дошло, что экспериментальная структура и есть транзистор. Именно она и была запатентована как плоскостной транзистор. Я был удручён тем, что, зная всё необходимое для этого изобретения, я целый год не мог соединить части целого — до тех пор, пока не появился раздражитель в лице точечного транзистора. — Уильям Шокли, 1972

Ревность к успеху коллег и озлобление собственными ошибками подстегнули волю Шокли. 25 декабря 1947 года, вернувшись домой, Шокли мысленно обратился к уже посещавшей его идее создания монолитного транзистора. Точечные контакты транзистора Бардина и Браттейна, как справедливо полагал Шокли, были нестабильны и ненадёжны. Взамен, решил Шокли, следовало буквально загнать эти контакты в толщу проводника. В последующие две недели, заполненные научными совещаниями в Нью-Йорке и Чикаго, Шокли мысленно перебрал ряд конфигураций гипотетического транзистора, но ни одна из них не выдержала проверку расчётами. Среди отвергнутых идей была и трёхслойная конфигурация, придуманная Шокли 1 января 1948 года в номере чикагского отеля «Бисмарк», и ставшая впоследствии известная как плоскостной или биполярный транзистор.
23 января 1948 года Шокли понял, что, вероятно, допустил ошибку. Его анализ не учитывал роли неосновных носителей, также как не учитывал их Бардин. Возможно, подумал Шокли, что инжекция неосновных носителей в полупроводник (дырок в полупроводник n-типа или электронов в полупроводник p-типа) запускает в нём каскад образований электронно-дырочных пар. Если это верно, то трёхслойная полупроводниковая структура может усиливать ток. Шокли не сразу осознал значение этого вывода, да и не имел средств экспериментально проверить его. Он продолжал работать в одиночку, скрывая свои работы от Бардина. 18 февраля в Bell Labs состоялся научный семинар, на котором Джон Шайв продемонстрировал вариант точечного транзистора, контакты которого были расположены на противоположных сторонах германиевой пластинки. Между прототипом Шайва и гипотетическим трёхслойным транзистором Шокли был всего один шаг. Опасаясь, что Бардин и Браттейн сумеют сделать его, Шокли решил раскрыть свои карты. Он вышел к доске и сделал короткий, убедительный доклад-экспромт о своей концепции биполярного транзистора. Все присутствующие, включая Бардина, были поражены красотой идеи. Браттейн с трудом скрыл возмущение тем, что Шокли фактически противопоставил себя коллективу, работая дома, в тайне от коллег.
Шокли поручил изготовление опытной транзисторной структуры технологу Моргану Спарксу. Спаркс стал «руками» Шокли, так же как Браттейн был «руками» Бардина. Работы шли медленно: Bell Labs бросила все силы на доводку точечного транзистора, а работы по технологиям плавки, очистки и легирования полупроводников финансировались по остаточному принципу. Шокли был по-прежнему загружен заказами Пентагона и не мог сосредоточиться на технологических проблемах, а Бардина он к «плоскостной» теме не допускал. Только год спустя, 7 апреля 1949 года, Спаркс, Гордон Тил и Боб Микуляк вырастили в тигле первую трёхслойную p-n-p-структуру для демонстрации «транзисторного эффекта». 16-18 июня 1949 года Шокли, Браттейн, Пирсон и Спаркс обнародовали проверенное практикой изобретение, а в январе 1950 года Спаркс и Гордон Тил сумели изготовить трёхслойную структуру с относительно тонким слоем базы, пригодную для изготовления радиочастотных транзисторов. Год спустя выращенный по методу Тила и Спаркса плоскостной, или биполярный, транзистор Шокли пошёл в серию и полностью вытеснил с рынка точечный транзистор Бардина и Браттейна.
В 1949—1950 годах, одновременно с работой над плоскостным транзистором, Шокли писал свою первую и, как оказалось, единственную книгу. Книга объёмом в 551 страницу была впервые издана в Нью-Йорке в ноябре 1950 года под названием «Электроны и дырки в полупроводниках» (англ. Electrons and holes in semiconductors, в русском переводе 1953 года «Теория электронных полупроводников: Приложения к теории транзисторов»). Шокли собирался назвать её «Дырки и электроны в полупроводниках», но редколлегия издательства предпочла переставить слова. Книга Шокли опередила развитие технологии примерно на пять лет: описанные в ней биполярные транзисторы существовали только в виде опытных образцов. По ней обучались студенты практически всех университетов англоязычных стран, она, по мнению Жореса Алфёрова, стала «настольной книгой по обе стороны Атлантического океана», а по мнению Джона Молла — «библией для целого поколения исследователей и преподавателей». Экспоненциальное уравнение вольт-амперной характеристики полупроводникового диода стало известно как «формула диода Шокли», а модель рекомбинации носителей p-n-перехода, дополненная в 1952—1954 годах Робертом Холлом и коллегой Шокли Уильямом Ридом — как «модель Шокли — Рида — Холла» (сокращённо ШРХ).

## Вторая половина жизни (1950—1989)

### Кризис среднего возраста (1950—1955)
События декабря 1947 года, по мнению Зейтца, запустили необратимый процесс деградации личности Шокли. К 1950 году он переживал кризис среднего возраста. Он редко появлялся в семье, проводя большую часть времени в разъездах. Он отказался от предложения Ванневара Буша перейти на постоянную работу в Пентагон, а работа на Bell Labs его не удовлетворяла. Бывшие коллеги и сверстники давно получили повышение, а Шокли досталась почётная, но не влиятельная, должность директора по найму новых сотрудников. Руководители Bell Labs ценили способность Шокли распознавать таланты, но они также знали, что Шокли не способен руководить коллективом, и не допускали его до командных должностей. Бездушие и своеволие Шокли дорого обошлись компании: он выжил из Bell Labs не только Бардина, но и десятки менее известных специалистов, искренне считая, что они не удовлетворяют его стандартам. Когда Шокли объявил о предстоящем уходе из Bell Labs, руководство института вздохнуло с облегчением, а Мервин Келли взялся лично помогать Шокли в поиске нового места. Калифорнийский университет в Беркли и Йельский университет предложили Шокли кафедры, но карьера профессора его не интересовала. Шокли предвидел, что будущее — за частным бизнесом, и искал инвесторов, согласных профинансировать его собственное предприятие. Последним вкладом Шокли в патентную сокровищницу Bell Labs стало изобретение в начале 1955 года (совместно c Джорджем Дэйси и Чарлзом Ли) первой технологии массового производства диффузионных меза-транзисторов. 8 сентября 1955 года Шокли подал Келли заявление об увольнении.

Уильям Шокли и Эмми Леннинг. Фото сделано в начале декабря 1956 года, после объявления о Нобелевской премии Шокли

В феврале 1953 года медики диагностировали у Джин Шокли рак матки. Шокли по-своему принял участие в лечении нелюбимой жены: операции и облучения изотопами были для него этапами очередного, непредсказуемого эксперимента. В июне 1953 года, когда Джин лежала в радиологическом отделении нью-йоркской больницы, Шокли прямо в палате объявил ей, что уходит из семьи. Поступок, шокировавший коллег Шокли, не имел очевидных причин. Других женщин у Шокли не было. Возможно, что Шокли хладнокровно спланировал собственную жизнь в старости, когда ему самому мог потребоваться медицинский уход: больной жене в этой схеме места не нашлось. В сентябре-октябре 1953 года, во время командировки в Париж, Шокли завёл роман с некоей француженкой, но после возвращения в США его настигла глубокая депрессия. Дневники Шокли за 1954 год и первую половину 1955 года заполнены свидетельствами душевного надрыва: Шокли, вероятно, впервые в жизни, попытался заглянуть в глубину собственной души и понял, что вряд ли выживет в одиночку.

Весной 1954 года друзья-альпинисты познакомили Шокли с тридцатидевятилетней Эмми Леннинг. Леннинг была высококвалифицированной медсестрой психиатрического профиля, преподавателем и соавтором учебника по уходу за душевнобольными. Она, к удивлению Шокли, владела основами исследования операций, но более всего Шокли поразило её понимание человеческой души. После полутора лет переписки и редких встреч (Леннинг в 1955 году преподавала в Огайо, а Шокли в Стэнфорде) случайно начавшийся роман перерос во взаимную любовь. 23 ноября 1955 года Шокли женился во второй раз. Когда студенты Леннинг спросили Шокли, чем же она так привлекла его, Шокли пытался отшутиться, а затем сказал: «Потому, что она понимает людей лучше, чем кто-либо другой». Леннинг стала не просто спутницей жизни Шокли, но его постоянным секретарём, советником, а потом сиделкой. Несмотря на психологическую подготовку, клинический опыт и житейскую мудрость, она до конца жизни закрывала глаза на пороки Шокли, искренне считая его «душевным, отзывчивым и восприимчивым» человеком.

### Конфликт 1957 года
В 1955 году калифорнийский предприниматель Арнольд Бекман, заинтересованный в доводке до серийного выпуска диодов Шокли и полевых транзисторов, согласился профинансировать создание производственной лаборатории Шокли. В первой половине 1956 года Шокли нанял на работу около тридцати молодых, высококвалифицированных физиков, технологов и радиоинженеров — в том числе будущих основателей Intel американцев Роберта Нойса и Гордона Мура, будущего основателя Intersil, изобретателя планарной технологии швейцарца Жана Эрни и будущего изобретателя КМОП-схемотехники китайца Са Чжитана. Научные и деловые достижения этих и других учеников Шокли способствовали появлению легенды об уникальном даре Шокли в поиске и в отборе талантов — но Шокли доводилось и ошибаться в людях. Уильям Хапп, доверенное лицо Шокли, был «просто некомпетентен», а его действия — одной из причин распада коллектива летом 1957 года. Технолог Дин Кнапич при поступлении подделал университетский диплом и справки о службе на флоте. Подлог вскрылся только тогда, когда Кнапич ушёл к конкурентам.
Историки отрасли не имеют общего мнения о стратегии, выбранной Шокли и Бекманом. По мнению Нойса и Мура, которое разделяют историк Fairchild Дэвид Брок и биограф Шокли Джоэл Шуркин, лаборатория начала работы по перспективным в то время диффузионным биполярным транзисторам, но затем Шокли учредил «секретный» проект по четырёхслойному диоду, а в начале 1957 года свернул все работы по биполярным транзисторам. Причины этого, по мнению Шуркина, «катастрофического решения» остались неизвестными. По мнению Текерея и Маерса биографов Бекмана, четырёхслойный диод был для Шокли прежде всего научной проблемой, и он переключился на неё вопреки интересам бизнеса и в нарушение договорённости с Бекманом. Историк отрасли Бо Лоек, основываясь на архивах Шокли, напротив, считает, что его лаборатория никогда не работала над биполярными транзисторами. Целью Шокли, по мнению Лоека, с самого начала был именно четырёхслойный диод, и именно под него Бекман получал военные контракты на НИОКР.
1 ноября 1956 года Нобелевский комитет объявил о награждении Бардина, Браттейна и Шокли Нобелевской премией по физике. Банкеты, внимание прессы, выезд в Стокгольм переутомили Шокли и усилили худшие стороны его личности. Весной 1957 года повторилась ситуация осени 1946 года: осознав неудачу с четырёхслойным диодом, Шокли ушёл в себя и сосредоточился над научными работами на темы, не имевшие практической пользы для его предприятия. Тем временем график ввода производства в строй трещал по швам, а Бекман требовал сократить расходы. Историки отрасли, за исключением Бо Лоека, характеризуют душевное состояние Шокли этого периода как паранойю. Все телефонные звонки в лабораторию записывались. Внутри лаборатории действовал режим внутренней секретности — сотрудники были не вправе делиться результатами своих работ с сослуживцами. Весной, когда секретарь Шокли случайно уколола руку кнопкой, Шокли обвинил во вредительстве технолога Шелдона Робертса, а затем потребовал, чтобы все сотрудники прошли проверку на детекторе лжи. Зная, что уход сотрудников уровня Робертса станет для лаборатории катастрофой, Шокли продолжал провоцировать конфликты и преследовать своих подчинённых вздорными придирками.
В конце мая 1957 года Шокли пошёл на открытый конфликт с Бекманом: отвечая на упрёки в перерасходе средств, Шокли заявил: «Если тебе не нравится то, что мы здесь делаем — я и моя группа найдём средства на стороне и уйдём». Шокли не подозревал, что «группа» вовсе не желает продолжать работу под его руководством. 29 мая 1957 года несогласные во главе с Гордоном Муром впервые встретились с Бекманом и предложили ему отстранить Шокли от управления лабораторией и сосредоточить все усилия на биполярных транзисторах. Бекман не решился убрать Шокли, а потом сожалел об этом: «если бы я знал тогда то, что знаю сейчас, я бы распрощался с Шокли. Возможно, я бы тогда всерьёз втянулся в полупроводниковый бизнес. Но я поступил иначе … а потом дело дошло до точки, когда всем стало ясно, что Шокли просто не способен управлять предприятием».
Новость об «измене» потрясла Шокли: либо он, несмотря на множество тревожных сигналов, действительно не подозревал о недовольстве в коллективе, либо он был не способен воспринимать факты, противоречившие его ви́дению мира. На следующий день после встречи с Бекманом он учинил Муру допрос и только тогда осознал размер проблемы. Шокли не согласился на выработанное Муром и Бекманом компромиссное решение ни в одном его пункте. Он уговорил Бекмана дать ему ещё один шанс и на время сохранил, как ему казалось, полный контроль над лабораторией. Шокли не видел того, что в течение лета 1957 года лаборатория разделилась надвое. Лояльные к Шокли сотрудники продолжили работу над четырёхслойным диодом и в августе выдали первую опытную партию — 72 диода в неделю. Вторая, мятежная, половина, в тайне от Шокли работала над совершенствованием биполярного транзистора и вела переговоры с нью-йоркскими финансистами. 18 сентября восемь ведущих специалистов Шокли ушли в собственную, основанную на деньги Шермана Фэйрчайлда компанию, Fairchild Semiconductor. Вскоре к ним примкнули колебавшиеся Са Чжитан и Дэвид Аллисон (будущий основатель Signetics). К 1960 году Fairchild стала технологическим лидером отрасли, а к середине 1960-х — вторым, после Texas Instruments, производителем полупроводниковых приборов в мире.

### Катастрофа 1961 года
После ухода «восьмёрки» Шокли пришёл к заключению, что в 1956 он нанял «не тот сорт людей». Он скорректировал свои требования к кандидатам, на этот раз поставив на первое место их готовность выполнять приказы. Таких идеальных, послушных, исполнителей он нашёл в Европе. Ядро нового коллектива Shockley составили люди с немецкими именами — Ганс Квиссер, Курт Хюбнер, Адольф Гётцбергер и другие. Им, в отличие от «вероломной восьмёрки», удалось сработаться с Шокли — об этом свидетельствуют и воспоминания сотрудников Шокли этого периода, и созданные на фирме Шокли научные работы, например, выведенная в 1961 году фундаментальная формула Шокли — Квиссера, описывающая предельную эффективность солнечных батарей. Лаборатория существовала на государственные гранты, занимаясь в основном исследованиями надёжности полупроводников. Заработать прибыль на науке Шокли не мог, да и не стремился. К 1960 году штат лаборатории вырос до 110 человек, а убыток — до одного миллиона долларов в год. Разочарованный в Шокли Бекманн продал лабораторию компании Clevite. По мнению Forbes, Бекманн подобно кукушке подбросил покупателю отравленное «яйцо», но время показало, что это «яйцо» было бесплодным. Названная именем Шокли лаборатория просуществовала ещё шесть лет, но так и не принесла прибыль ни одному из её владельцев.
23 июля 1961 года Шокли, Леннинг и тринадцатилетний сын Шокли Ричард разбились в автокатастрофе. Ричард, вылетевший при ударе из машины, почти не пострадал, а Шокли и Леннинг надолго выбыли из строя. После месяца, проведённого на больничной койке, Шокли почти год ходил на костылях и так и не смог полностью восстановиться физически. По мнению Зейтца, опубликованному в Nature после смерти Шокли, именно полученные в 1961 году повреждения головного мозга обусловили странности в поведении Шокли и его навязчивые идеи о вырождении человечества, впервые проявившиеся в 1963 году.
В 1962—1965 годах Шокли постепенно удалился от дел Shockley Laboratories. В августе 1963 года он стал профессором физического факультета в Стэнфорде. Научные интересы Шокли (физика полупроводников) почти не пересекались с исследовательской программой физфака (исследования атомного ядра), поэтому никто не возражал, когда в 1965 году личный друг Шокли профессор Джон Линвилл организовал перевод Шокли на инженерный факультет, на именную профессорскую ставку, основанную на пожертвование А. М. Понятова. По соглашению с деканом факультета, обязательная учебная нагрузка Шокли была ограничена одним днём в неделю. В остальное время Шокли был вправе заниматься делами Shockley Laboratories и консультировать студентов-дипломников и докторантов. Шокли, справедливо считавший себя отличным наставником, немедленно согласился. К концу 1965 года он полностью сосредоточился на преподавании, а в 1966 году переселился в «профессорское гетто» Стэнфорда — эксклюзивный квартал, в котором жили управляющие и старшие профессора университета.

### Полемика о евгенике (1963—1969)
В мае 1963 году Шокли, отвечая на вопрос журналиста о возможности ядерной войны, неожиданно заявил, что цивилизованный мир катится в сторону, противоположную эволюции: «компетентные люди» ограничивают рождаемость, а «некомпетентные» активно плодятся. Из этого, со слов Шокли, экспромта родилась идея противодействия «вырождению нации». В январе 1965 года Шокли впервые обобщил свою позицию в публичной лекции: человечеству угрожают три катастрофы: «ядерная война, голод и генетическое угасание человеческой расы, отказавшейся от эволюционной отбраковки наименее жизнеспособных особей». Шокли утверждал, что интеллект наследуется, но не умножается, потому что «безответственные личности производят почти в четыре раза больше потомков, чем более ответственные … Эволюция повернула вспять». Безответственных, заявил Шокли, следует стерилизовать или направлять на принудительный аборт. В интервью U.S. News & World Report в июле 1965 году Шокли впервые коснулся расового вопроса: «Да, есть выдающиеся негры, которыми мы по праву гордимся, но неужели и они — выходцы из многодетных семей? Что же происходит [с чернокожим населением] в целом? Мы этого не знаем». Шокли, блестяще владевший статистикой, был уверен, что ответы на эти вопросы сводятся к простому расчёту вероятностей.
После перепечатки этой публикации в университетском журнале коллега Шокли по Стэнфорду, нобелевский лауреат Джошуа Ледерберг организовал кампанию против «лженаучного оправдания классовой и расовой предвзятости» Шокли. Никто не отрицал утверждений Шокли о том, что научная проработка вопросов наследственности человека крайне слаба, никто не отрицал пороков системы социального обеспечения, но, по мнению Ледерберга, сама постановка вопроса была безответственной, провокационной и «тоталитарной» — а потому Шокли следовало замолчать. Критика, наполненная ярлыками вроде «лженаука», «сфабрикованный», «шулерство», лишь укрепила Шокли в собственном мнении и в существовании влиятельных сил, препятствующих научному изучению наследственности. Критики недооценили целеустремлённость, трудолюбие и научный кругозор Шокли. За год он основательно изучил весь корпус работ по медицинской генетике и социологии, и в октябре 1966 детально изложил свою позицию на годовом собрании Национальной академии наук. Председатель академии, старый товарищ Шокли Фредерик Зейтц осторожно поддержал его, а академики-генетики высказались не только против выводов Шокли, но и против финансирования работ по «наследованию сложных эмоциональных и интеллектуальных факторов».
В январе 1967 года полемика вокруг идей Шокли выплеснулась в газеты. За «письмами в редакцию» Шокли и его противников следовали демонстрации протеста, подстёгивавшие интерес прессы, а затем Шокли развернул кампанию публичных дебатов. Все эти встречи проходили примерно по одному сценарию: Шокли проигрывал оппонентам в аргументах, но оставался до конца хладнокровным, а оппоненты срывались на оскорбления — в результате, последнее слово всегда оставалось за Шокли. В январе 1968 года Шокли нашёл влиятельного, активного союзника — профессора психологии университета в Беркли Артура Дженсена. Весной 1969 года Дженсен опубликовал в Harvard Educational Review статью «Насколько мы можем повысить IQ и успеваемость в школе?». Отвечая на поставленный в названии вопрос, Дженсен утверждал, что детям с низким IQ свойственны генетические и социальные пороки, делающие обучение бесперспективным. Также, как и Шокли, Дженсен немедленно попал под огонь коллег и общественных активистов, однако, в отличие от физика Шокли, психолог Дженсен «играл на своём поле». Дженсен временно вернул дебаты в русло научной дискуссии в среде профессионалов, но затем в конфликт вступили радикально настроенные студенты. Кампания Шокли и Дженсена совпала по времени со студенческими протестами 1969 года против войны во Вьетнаме, которые в Стэнфорде были особенно ожесточёнными. Шокли был вынужден временно покинуть Стэнфорд, а его запланированные выступления в других городах были одно за другим отменены: организаторы опасались массовых беспорядков против «реакционного» лектора.

### Маргинализация (1969—1986)

Шокли на теледебатах 1974 года. Надпись на плакате: «вырождение».

Шокли забросил преподавание физики, взамен предложив руководству Стэнфорда собственную программу по исследованию наследственности. Спонсорами программы стали реакционный Pioneer Fund, его основатель Уиклифф Дрейпер и управляющий Гарри Уайр. В 1969—1976 они перечислили 175 тысяч долларов на гранты Шокли, и ещё 55 тысяч — на счета учреждённого Шокли фонда, но этих средств не хватало. Национальная академия наук отказала Шокли в поддержке, а в 1971 году запретила своим членам обращаться в академию в поисках финансирования — имея в виду именно Шокли. После этого решения Шокли разорвал отношения с Зейтцем, обвинил его в «лысенковщине» и до самой смерти не мог простить ему «измену». Отказ в финансировании не помешал Шокли сохранить за собой звание профессора в Стэнфорде и два личных кабинета в университете, остававшиеся в его распоряжении даже после ухода на пенсию в 1975 году (обычно почётные профессора сохраняли за собой один пожизненный кабинет).
В начале 1972 года на Шокли обрушился гнев чернокожей части Стэнфорда. В январе-феврале 1972 года вандалы разграбили один из кабинетов Шокли и его автомобиль. Затем чернокожие студенты потребовали собрать совет чернокожих же преподавателей, чтобы изгнать Шокли из университета. Ректорат Стэнфорда и ACLU осторожно поддержали Шокли, но за пределами университета ему уже не давали слова. Йельский и Гарвардский университеты отменили запланированные дебаты с участием Шокли, Лидский университет отобрал у Шокли уже выданный почётный докторский диплом.
В 1980 году Роберт Грэм основал в окрестностях Сан-Диего «банк спермы гениев». К узкому кругу (три человека) Нобелевских лауреатов, якобы сдавших в «банк» сперму ради улучшения человеческой породы, примкнул и Шокли. Рассчитывая вновь оказаться в центре внимания, Шокли открыто заявил о «мастурбации в пробирку», но реакция прессы оказалась сдержанно-презрительной. К этому времени Шокли окончательно испортил отношения с журналистами. Вероятно, единственным журналистом, которому Шокли доверял, был чернокожий Сил Джонс, писавший на медицинские темы. В 1974 году Джонс опубликовал в Modern Medicine детальную статью о методах, применявшихся Дженсеном и Шокли. Шокли был приятно удивлён полнотой статьи и компетентностью её автора, которого он искренне считал «исключением из правил», и продолжил сотрудничество с Джонсом. В августе 1980 года Playboy опубликовал пространное интервью, взятое Джонсом у Шокли — возможно, самое скандальное и самое откровенное интервью для каждого из участников. Большинство вопросов и ответов так или иначе касались вопросов расы и расизма:

Шокли: … Люди, утверждающие, что моя риторика — это расизм, выдают желаемое за действительное. Ни в моих статьях, ни в устных выступлениях нет никакого расизма.

Джонс: То есть вы просто считаете, что белая раса интеллектуально превосходит чёрную?

Шокли: Статистически, да. Но не в частных случаях.

Скандал вызвали не эти, уже приевшиеся, слова о наследственности и статистике, а откровения Шокли о собственных детях и о первой жене:

Сравнительно с моими [интеллектуальными] способностями, мои дети — значительный регресс (англ. regression). Моя первая жена, мать моих детей, никогда не достигла такого образовательного уровня, которого достиг я … младший сын [Ричард Шокли] добился в физике степени доктора, но я думаю, что в некотором смысле его выбор был ошибочным: он вряд ли когда-либо достигнет высот, к которым его обязывает его фамилия…

Такого унижения собственных детей, а не абстрактных статистических единиц, публика Шокли не простила. Шокли пытался объяснить, что под «регрессом» он имел в виду статистическую регрессию, но его уже никто не слушал. Публика считала его выжившим из ума маргиналом, «безумным профессором», «доктором бип-бип». В 1981 году Шокли подал в суд на журналиста, якобы исказившего в газете его высказывания. Суд оценил репутацию Шокли в один доллар. Пять лет спустя, после поездки в ЮАР, единственное место в мире, где Шокли ещё давали слово, он окончательно стал персоной нон грата в академической среде США.
Реальный вклад Шокли в изучение наследственности человека оказался скудным. Шокли не проводил оригинальные исследования, но лишь обобщал уже собранные массивы информации. По мнению Дженсена, основной заслугой Шокли было то, что, приняв на себя огонь критики, Шокли отвёл его от самого Дженсена, Ричарда Хернстина и их коллег.

### Смерть
В 1987 году медики выявили у Шокли рак простаты и назначили ему консервативную лучевую терапию. Вскоре Шокли начал испытывать трудности при ходьбе, а затем мучительные боли во всём теле: рак метастатировал в кости. В 1988 году Шокли окончательно слёг. Эмми перевезла его в хоспис и переехала туда сама. Последние месяцы жизни Шокли провёл в полусумеречном состоянии на морфиновой капельнице. Со слов Эмми Шокли, воспроизведённых в некрологе от имени Стэнфордского университета, ещё за несколько дней до смерти Шокли продолжал работу по теме евгеники, которую считал более важной, чем его работы по физике.
Род Шокли пресёкся: у него было трое детей, но лишь одна внучка, выросшая в Японии дочь Ричарда Шокли. Дети Шокли узнали о смерти отца из газет: Шокли запретил жене сообщать что-либо его детям не только при его жизни, но даже после смерти, а Эмми не смела нарушить волю мужа. Эмми Шокли пережила мужа на семнадцать лет. Она до самой смерти поддерживала дом в таком состоянии, в каком его оставил Шокли, и только в 1996 году передала домашний архив Шокли Стэнфордскому университету. Эмми Леннинг Шокли завещала городу Оберн принадлежавший ей участок леса в 28 акров, при условии, что на нём будет учреждён «Мемориальный парк нобелевского лауреата Уильяма Б. Шокли и его супруги Эмми Л. Шокли». В марте 2009 года муниципалитет решил принять подарок, но NAACP и ACLU выразили протест: «это [решение] оскорбительно для цветных людей и для всех жителей округа с IQ ниже ста».

## Наследие

### Названы именем Шокли
- Теорема Шокли — Рамо (или Рамо — Шокли), 1938—1939 — формула расчёты величины электрического тока, наведённого в электрод вакуумной лампы быстро движущимся точечным зарядом. Помимо вакуумной техники, теорема Шокли — Рамо применяется в расчётах газонаполненных приборов (например, ионизационных камер[33]) и в физике полупроводников (солнечные батареи[34]).
- Опыт Хейнса — Шокли — классический эксперимент 1949 года, доказавший существование дырок и установивший количественные данные об их свойствах (скорости диффузии и дрейфа неосновных носителей)[208].
- Формула или уравнение диода Шокли, 1949—1950 — фундаментальная формула, задающая экспоненциальную зависимость тока через идеальный полупроводниковый диод от приложенного к нему напряжения (вольт-амперную характеристику идеального диода).
- Теория Шокли — Рида — Холла (ШРХ), 1950—1954 — теория, связывающая время жизни зарядов (дырок и электронов) в полупроводнике с положением энергетических уровней в запрещённой зоне и концентрацией дефектов кристаллической решётки. В рамках теории ШРХ также признаны:
  - Модель рекомбинации Шокли — Рида — Холла — механизм безызлучательной рекомбинации зарядов (дырок и электронов) в полупроводнике, принятый за основу теории Шокли — Рида — Холла.
  - Формула Шокли — Рида — Холла — формула оценки времени жизни носителей заряда в полупроводнике в модели Шокли — Рида — Холла.
- Диод Шокли (другое название: динистор) — четырёхслойная тиристорная структура с двумя выводами. Шокли довёл «диод Шокли» до производства, но массового спроса не было. Позднее, структурно и функционально аналогичные диоду Шокли приборы стали серийно выпускаться для сильноточных применений.
- Формула или предел Шокли — Квиссера — фундаментальная формула предельной эффективности (КПД преобразования) солнечной батареи. Современный вариант формулы Шокли — Квиссера и её графическая интерпретация были сформулированы Чарльзом Генри[англ.] в 1980 году.
- Соотношение ван Русбрека — Шокли (1954) описывает равенство скоростей оптической генерации электрон-дырочных пар и скорости их излучательной рекомбинации в равновесной ситуации[209].

### Основные публикации
Выборка Джона Молла для посмертной биографии Шокли:
- Shockley, W. Electronic energy bands in sodium chloride // Physical Review. — 1936. — Vol. 50. — P. 754—759. — doi:10.1103/PhysRev.50.754.
- Shockley, W. Currents to Conductors Induced by a Moving Point Charge // Journal of Applied Physics. — 1938. — Vol. 9. — С. 635—636. — doi:10.1063/1.1710367.
- Pierce, J., Shockley, W. A theory of noise for electron multipliers // Proceedings of the IRE. — 1938. — Vol. 26. — P. 321—332. — ISSN 0731-5996. — doi:10.1109/JRPROC.1938.228127.
- Shockley, W. On the surface states associated with a periodic potential // Physical Review. — 1939. — Vol. 56. — P. 317—323. — doi:10.1103/PhysRev.56.317.
- Bardeen, J., Brattain, W., Shockley, W. Investigation of oxidation of copper by use of radioactive Cu tracer (недоступная ссылка — история) // Journal of Chemical Physics. — 1946. — Vol. 14. — P. 714—721. — doi:10.1063/1.1724091.
- Pearson, G., Shockley, W. Modulation of conductance of thin films of semi-conductors by surface charges // Physical Review. — 1948. — Vol. 74. — P. 232—233. — doi:10.1103/PhysRev.74.232.
- Haynes, J., Pearson, G., Shockley, W. Hole injection in germanium—quantitative studies and filamentary transistors // Bell Systems Techical Journal. — 1949. — Vol. 28. — P. 344—366.
- Shockley, W. The theory of p-n junctions in semiconductors and p-n junction transistors // Bell Systems Techical Journal. — 1949. — Vol. 28. — P. 435—489.
- Pearson, G., Shockley, W., Sparks, M. Current flow across n-p junctions // Physical Review. — 1949. — Vol. 76. — P. 180.
- Shockley, W. Electrons and Holes in Semiconductors. — Princeton, N.J.: Van Nostrand, 1950.
  - русское издание: Шокли, У. Теория электронных полупроводников: Приложения к теории транзисторов. — М.: Издательство иностранной литературы, 1953. — 714 с.
- Bardeen, J.,  Shockley, W. Energy bands & mobilities in monatomic semiconductors // Physical Review. — 1950. — Vol. 77. — P. 407—408. — doi:10.1103/PhysRev.77.407.
- Reed, W., Shockley, W. Dislocation models of crystal grain boundaries // Physical Review. — 1950. — Vol. 78. — P. 275—289. — doi:10.1103/PhysRev.78.275.
- Bardeen, J. Shockley, W. Energy bands & mobilities in monatomic semiconductors // Physical Review. — 1950. — Vol. 80. — P. 72—80. — doi:10.1103/PhysRev.77.407.
- Kittel, C., Shockley, W., Williams, H. Studies of the propagation velocity of a ferromagnetic domain boundary // Physical Review. — 1950. — Vol. 80. — P. 1090—1094. — doi:10.1103/PhysRev.80.1090.
- Haynes, J., Shockley, W. The mobility and life of injected holes and electrons in germanium // Physical Review. — 1951. — Vol. 81. — P. 835—843. — doi:10.1103/PhysRev.81.835.
- Shockley, W., Sparks, M., Teal, G. P-n junction transistors // Physical Review. — 1951. — Vol. 83. — P. 151—162. — doi:10.1103/PhysRev.83.151.
- Reed, W., Shockley, W. Statistics of the recombinations of holes and electrons // Physical Review. — 1952. — Vol. 87. — P. 835—842. — doi:10.1103/PhysRev.87.835.
- Shockley, W. Transistor electronics: imperfections, unipolar and analog transistors // Proceedings of the IRE. — 1952. — Vol. 40. — P. 1289—1313. — doi:10.1109/JRPROC.1952.273954.
- Last, J. Shockley, W. Statistics of the charge distribution for a localized flaw in a semiconductor // Physical Review. — 1957. — Vol. 107. — P. 392—396. — doi:10.1103/PhysRev.107.392.
- Sah, C., Noyce, R., Shockley, W. Carrier generation and recombination in p-n junctions and p-n junction characteristics // Proceedings of the IRE. — 1957. — Vol. 46. — P. 1228—1243. — doi:10.1109/JRPROC.1957.278528.
- Shockley, W. Electrons, holes, and traps // Proceedings of the IRE. — 1958. — Vol. 46. — P. 973—990. — doi:10.1109/JRPROC.1958.286837.
- Shockley, W. Problems related to p-n junctions in silicon // Solid-State Electronics. — 1961. — Vol. 2. — P. 35—67. — doi:10.1016/0038-1101(61)90054-5.
- Quiesser, H., Shockley, W. Detailed balance limit of efficiency of p-n junction solar cells // Journal of Applied Physics. — 1961. — Vol. 32. — P. 510—519. — ISSN 0021-8979. — doi:10.1063/1.1736034. Архивировано 23 февраля 2013 года.
- Shockley, W. Diffusion and drift of minority carriers in semiconductors for comparable capture and scattering mean free paths // Physical Review. — 1962. — Vol. 125. — P. 1570—1576. — doi:10.1103/PhysRev.125.1570.
- Hooper, H., Quiesser, H., Shockley, W., Schroen, W. Mobile electric charges on insulating oxides with application to oxide covered silicon p-n junctions // Surface Science. — 1964. — Vol. 2. — P. 277—287. — ISSN 0039-6028. — doi:10.1016/0039-6028(64)90067-6.
- В. Шокли, Ф. Никс. Процессы упорядочения в сплавах. // УФН. — 1938. — № 7.
- В. Шокли, Ф. Никс. Превращения в сплавах. // УФН. — 1938. — № 8.
- В. Шокли. Природа металлического состояния. // УФН. — 1941. — № 3.
- Шокли, В. Физика транзисторов // Успехи физических наук. — 1958. — Т. LXIV, № 1. — С. 155—192.
- У. Шокли. Проблемы,связанные с р -n-переходами в кремнии. // УФН. — 1962. — Т. 77, № 5.

## Примечание
1. 1 2  William B. Shockley // Encyclopædia Britannica (англ.)
2. 1 2  Cooper D. Y. William Bradford Shockley // Shockley, William Bradford (13 February 1910–12 August 1989), physicist (англ.) // American National Biography Online / S. Ware — New York City: Oxford University Press, 2017. — ISSN 1470-6229 — doi:10.1093/ANB/9780198606697.ARTICLE.1302153
3. ↑  Shurkin, 2006, p. viii.
4. 1 2  Shurkin, 2006, p. 4.
5. ↑  Shurkin, 2006, pp. 4—5.
6. ↑  Shurkin, 2006, p. 3.
7. ↑  Shurkin, 2006, p. 5.
8. ↑  Shurkin, 2006, pp. 6—9.
9. ↑  Shurkin, 2006, p. 6.
10. ↑  Shurkin, 2006, pp. 6—7.
11. 1 2 3 4 5  Shurkin, 2006, p. 9.
12. 1 2  Shurkin, 2006, pp. 10—11.
13. ↑  Shurkin, 2006, p. 12.
14. ↑  Shurkin, 2006, pp. 14—15.
15. ↑  Shurkin, 2006, pp. 15—16. В тексте электронной книги очевидная ошибка: должно быть не 1925, а 1927 (см. Moll, 1995, p. 306)..
16. ↑  Shurkin, 2006, p. 18.
17. ↑  Shurkin, 2006, pp. 18—19.
18. ↑  Shurkin, 2006, pp. 16—17.
19. ↑  Shurkin, 2006, p. 27.
20. ↑  Shurkin, 2006, p. 20.
21. ↑  Shurkin, 2006, p. 39.
22. 1 2  Shurkin, 2006, p. 40.
23. ↑  Shurkin, 2006, p. 33.
24. ↑  Shurkin, 2006, p. 31.
25. ↑  Moll, 1995, pp. 308—309.
26. ↑  Shurkin, 2006, pp. 39, 49.
27. ↑  Shurkin, 2006, pp. 40, 47.
28. ↑  Shurkin, 2006, p. 41.
29. 1 2 3  Shurkin, 2006, p. 48.
30. ↑  Shockley, W. Currents to Conductors Induced by a Moving Point Charge // Journal of Applied Physics. — 1938. — Т. 9, № 10. — С. 635—636. — doi:10.1063/1.1710367. Архивировано 27 мая 2013 года.
31. 1 2 3  He, Z. Review of the Shockley–Ramo theorem and its application in semiconductor gamma-ray detectors // Nuclear Instruments and Methods in Physics Research Section A: Accelerators,Spectrometers,Detectors and Associated Equipment. — 2001. — Т. 463. — С. 250–267. — doi:10.1016/S0168-9002(01)00223-6. — Bibcode: 2001NIMPA.463..250H. Архивировано 20 июля 2011 года.
32. ↑  Поклонский Н. А. et al. Соотношение Рамо-Шокли для RCL-цепи // Письма в ЖТФ. — 2008. — Т. 28, № 15. — С. 33—36. Архивировано 30 марта 2015 года.
33. 1 2  Tavernier, S. Experimental Techniques in Nuclear and Particle Physics. — Springer, 2010. — С. 115. — 300 с. — ISBN 9783642008283.
34. 1 2  Tousek, J. Contribution of Surface Photovoltage Method to Diagnostics of Materials for Solar Cells // Solar Cell Research Progress. — Nova Publishers, 2008. — С. 231—240. — 329 с. — ISBN 9781604560305.
35. 1 2 3  Jones, B. F., Weinberg, B. A. Age dynamics in scientific creativity // Proceedings of the National Academy of Sciences. — 2011. — Т. 108, № 47. — С. 18910—18914. — ISSN 0027-8424. — doi:10.1073/pnas.1102895108. Архивировано 12 апреля 2012 года.
36. 1 2 3 4  Shurkin, 2006, p. 66.
37. ↑  Nuclear Fission, 1938–1942. American Institute of Physics. Дата обращения: 30 августа 2012. Архивировано из оригинала 24 октября 2013 года.
38. ↑  Shurkin, 2006, p. 58.
39. 1 2 3  Shurkin, 2006, p. 59.
40. 1 2  Shurkin, 2006, p. 60.
41. 1 2 3  Shurkin, 2006, p. 61.
42. ↑  Shurkin, 2006, p. 65.
43. ↑  Shurkin, 2006, pp. 61, 73.
44. ↑  Shurkin, 2006, p. 66 ссылается на опубликованные в 1977 году мемуары Морзе.
45. ↑  Shurkin, 2006, pp. 66—67.
46. ↑  Shurkin, 2006, pp. 67, 71.
47. 1 2 3 4  Shurkin, 2006, p. 68.
48. ↑  Shurkin, 2006, p. 69.
49. 1 2  Shurkin, 2006, p. 74.
50. 1 2 3  Shurkin, 2006, p. 79.
51. ↑  Shurkin, 2006, pp. 83—84. Бомбардировки Токио велись с высоты 7000 футов (2 км).
52. ↑  Shurkin, 2006, pp. 83—84.
53. 1 2  Shurkin, 2006, pp. 80—81.
54. 1 2  Shurkin, 2006, p. 81.
55. ↑  Shurkin, 2006, p. 84, ссылается на письмо Арнолда (10 декабря 1945 года) из архивов Шокли..
56. 1 2  Shurkin, 2006, p. 82.
57. ↑  Shurkin, 2006, p. 83.
58. ↑  Shurkin, 2006, p. 90.
59. 1 2 3  Shurkin, 2006, p. 110.
60. ↑  Shurkin, 2006, p. 77.
61. 1 2  Shurkin, 2006, p. 78.
62. ↑  Shurkin, 2006, p. 133.
63. ↑  Shurkin, 2006, p. 100.
64. ↑  Lojek, 2007, p. 15.
65. ↑  Shurkin, 2006, pp. 95—98.
66. ↑  Lojek, 2007, pp. 15—16.
67. ↑  Shurkin, 2006, p. 98.
68. 1 2  Shurkin, 2006, p. 99.
69. ↑  Shurkin, 2006, p. 101.
70. ↑  Hoddeson and Daitch, 2002, pp. 128—129.
71. ↑  Shurkin, 2006, p. 102.
72. ↑  Shurkin, 2006, pp. 102—103.
73. ↑  Hoddeson and Daitch, 2002, p. 128.
74. ↑  Shurkin, 2006, pp. 103—105.
75. ↑  Riordan, 1999, p. 340.
76. ↑  Shurkin, 2006, pp. 109.
77. ↑  Lojek, 2007, p. 19.
78. 1 2 3  Shurkin, 2006, p. 111.
79. ↑  Shurkin, 2006, p. 111: все имущественные права на работы сотрудников Bell Labs принадлежали самой компании..
80. ↑  Shurkin, 2006, p. 111, цитирует интервью Браттейна, данное Чарльзу Вайнеру 28 мая 1974 года: «He called in Bardeen and I in separately, shortly after the demostration, and told us that sometimes the people who do the work don’t get credit for it. He thought that he could write a patent, starting with the field effect, on the whole damn thing»..
81. ↑  Hoddeson and Daitch, 2002, p. 143.
82. ↑  Shurkin, 2006, p. 125.
83. 1 2  Hoddeson and Daitch, 2002, p. 144.
84. ↑  Shurkin, 2006, p. 116.
85. ↑  Shurkin, 2006, pp. 116, 117, 120.
86. 1 2 3 4 5  Shurkin, 2006, p. 117.
87. ↑  Shurkin, 2006, p. 120.
88. ↑  Shurkin, 2006, p. 117, 120.
89. ↑  См., например, «In 1947, he and two colleagues from Bell Telephone Laboratories … produced their first semiconductor device.» и «Dr. Shockley’s magic month of 1947» в некрологе The New York Times (Saxon, W. William B. Shockley, 79, Creator of Transistor and Theory on Race. The New York Times, 1989-08-14 (1989). Дата обращения: 25 августа 2012. Архивировано из оригинала 21 августа 2012 года.)
90. ↑  Shockley, 1972, p. 690: Оригинальный текст (англ.)My most important inventive breakthrough came not while I was trying to invent a transistor but while designing an experiment to diagnose incisively the surface phenomena of point-contact transistors. The structure I devised, I suddenly realised, was itself a transistor. It was patented as a junction transistor. I was disconcerted to realise that for at least a year I had known all the concepts needed for the invention but had not put them together until the point-contact transistor provided the challenging stimulus..
91. ↑  Shurkin, 2006, p. 112.
92. ↑  Shurkin, 2006, pp. 111—112.
93. ↑  Shurkin, 2006, p. 112. В XXI веке бывший «Бисмарк» действует под именем «Аллегро».
94. 1 2 3  Shurkin, 2006, p. 114.
95. ↑  Shurkin, 2006, pp. 114—115.
96. 1 2  Hoddeson and Daitch, 2002, p. 145.
97. ↑  Shurkin, 2006, pp. 123, 125, 126.
98. 1 2 3  Shurkin, 2006, p. 122.
99. ↑  Lojek, 2007, pp. 28, 45, 46.
100. 1 2  Shurkin, 2006, p. 121.
101. ↑  Lojek, 2007, p. 49.
102. ↑  
Шокли, У. Теория электронных полупроводников: Приложения к теории транзисторов. — М.: Издательство иностранной литературы, 1953. — 714 с.
103. ↑  Алфёров, Ж. И. Успех «Сколково» может быть достигнут, если наука в стране снова начнет развиваться. Советская Россия (29 апреля 2011). Дата обращения: 20 марта 2012. Архивировано из оригинала 21 января 2012 года.
104. ↑  Moll, 1995, p. 314: "".
105. ↑  Goudon, T. et al. On the Shockley-Read-Hall Model: Generation-Recombination in Semiconductors // SIAM Journal on Applied Mathematics. — 2007. — Т. 67, № 4. — С. 1183—1201. Архивировано 11 июля 2007 года.
106. ↑  Shurkin, 2006, p. 108.
107. ↑  Shurkin, 2006, p. 124.
108. ↑  Shurkin, 2006, pp. 123, 130.
109. ↑  Shurkin, 2006, pp. 130, 131.
110. ↑  Shurkin, 2006, p. 131.
111. ↑  Shurkin, 2006, pp. 126, 131.
112. 1 2  Shurkin, 2006, p. 143.
113. ↑  Lojek, 2007, pp. 54—58, см. также Патент США 3028655 (заявка 23 марта 1955, выдан 10 апреля 1962). Дата обращения: 28 августа 2012..
114. ↑  Lojek, 2007, pp. 37—38.
115. 1 2  Shurkin, 2006, p. 134.
116. ↑  Shurkin, 2006, p. 135.
117. ↑  Shurkin, 2006, pp. 138—139, 240: Джин Шокли умерла от рака молочной железы, метастатировавшего в головной мозг, в 1977 году.
118. ↑  Shurkin, 2006, pp. 136, 139.
119. ↑  Shurkin, 2006, p. 139.
120. ↑  Shurkin, 2006, p. 137.
121. ↑  Shurkin, 2006, p. 142.
122. ↑  Shurkin, 2006, pp. 137, 147.
123. ↑  Shurkin, 2006, p. 140.
124. ↑  Shurkin, 2006, p. 147: «Because she understands people better than anyone I know».
125. 1 2  Shurkin, 2006, p. 235.
126. ↑  Shurkin, 2006, p. 266 цитирует неопубликованное интервью с Эмми Леннинг, состоявшееся после смерти Шокли: «He was a very warm, sensitive, perceptive person».
127. ↑  Lojek, 2007, pp. 67—69.
128. ↑  Lojek, 2007, p. 91.
129. ↑  Lojek, 2007, p. 89.
130. ↑  Lojek, 2007, p. 92.
131. ↑  Lojek, 2007, p. 80.
132. ↑  Brock, Lécuyer, 2010, p. 12.
133. ↑  Shurkin, 2006, p. 171.
134. ↑  Shurkin, 2006, p. 171: "disastrous decision".
135. ↑  Thackray and Myers, 2000, p. 245.
136. ↑  Lojek, 2007, pp. 79—81.
137. ↑  Lojek, 2007, p. 76.
138. ↑  Lojek, 2007, pp. 76—78, 90.
139. ↑  Shurkin, 2006, p. 172.
140. ↑  Комментарии психиатров о Шокли см. Shurkin, 2008, pp. 231—233 (клинический диагноз Шокли не ставился никогда). Английское paranoia и образованные от него прилагательные употребляются в: Berlin 2005, p. 87 («Bitterness and paranoia came to dominate his mind»); Coller and Chamberlain, 2009, p. 174 («His abrasiveness and paranoia continued to drive people away»); Elkus, 2008, p. 91 («Shockley’s paranoid, micromanaging personality»); Manners and Makimoto, 1995, p. 36 («Shockley saw plots everywhere and was paranoid»); Plotz 2005, p. 90 («Shockley’s suspicion of his employees twisted into paranoia»); Shurkin, 2008, p. 232, 235 («His paranoia and insensitivity made spending time with him more unpleasant than many people thought he was worth»); Thackray and Myers, 2000, p. 245 («He began displaying behavior verging on the paranoid») и др.
141. ↑  Shurkin, 2006, p. 232.
142. ↑  Shurkin, 2006, pp. 175—176. Решение о «внутренней секретности» было бессмысленным, так как почти все сотрудники работали в одном помещении. Вся компания умещалась в одном ангаре.
143. ↑  Brock, Lécuyer, 2010, p. 45. Мур в 1995 году подтвердил эту историю. Со слов Мура, весь персонал взбунтовался, и Шокли отказался от своей идеи с полиграфом. — Walker, R. Interview with Gordon Moore. March 3, 1995, Los Altos Hills, California (англ.). Silicon Genesis: An Oral History of Semiconductor Technology. Stanford University (5 марта 1995). Дата обращения: 29 февраля 2012. Архивировано из оригинала 4 февраля 2012 года..
144. ↑  Shurkin, 2006, pp. 174—175.
145. ↑  Shurkin, 2006, p. 177: "Arnold, if you don't like what we're doing here I can take this group and get support any place else"..
146. 1 2 3  Shurkin, 2006, p. 177.
147. ↑  Thackray and Myers, 2000, p. 249: Оригинальный текст (англ.)I didn’t know enough about Shockley at the time when this group came up to me and said it’s either Shockley or us. If I had known what I know now, I’d have said good-bye to Shockley and I probably would have been very much involved in the semiconductor business. But I didn’t. We carried on for a while, and finally it got to the point where we could see that [Shockley] was just incapable of running an operation..
148. ↑  Shurkin, 2006, pp. 178—179.
149. ↑  Shurkin, 2006, p. 181.
150. ↑  Lojek, 2007, p. 94.
151. ↑  Lojek, 2007, pp. 157, 177.
152. ↑  Shurkin, 2006, p. 185.
153. 1 2 3 4  Shurkin, 2006, p. 186.
154. ↑  Lojek, 2007, p. 101.
155. ↑  Shurkin, 2006, p. 187.
156. 1 2  Lojek, 2007, p. 97.
157. 1 2  Shurkin, 2006, p. 188.
158. ↑  Shurkin, 2006, p. 198: По неизвестным причинам, Ричард Шокли и его мать Джин Шокли не могли ужиться вместе. Ричард предпочитал жить у отца и бабушки, а в 16 лет бросил больную мать переехал на постоянное жительство к отцу..
159. ↑  Shurkin, 2006, p. 189.
160. ↑  Shurkin, 2006, p. 189 ссылается на некролог Шокли, написанный Зейтцем и опубликованный в Nature 30 ноября 1989 года.
161. 1 2 3 4 5  Shurkin, 2006, p. 196.
162. ↑  Shurkin, 2006, p. 198.
163. ↑  Shurkin, 2006, p. 191.
164. ↑  Shurkin, 2006, p. 192.
165. ↑  Shurkin, 2006, p. 192: «nuclear war, famine, and finally genetic deterioration of the human race through lack of elimination of the least fit as the basis of continuing evolution».
166. ↑  Shurkin, 2006, p. 192:«an irresponsible individual could produce offspring at a rate which might be four times greater than those of more responsible members of society … a form of evolution in reverse».
167. 1 2  Shurkin, 2006, p. 195.
168. ↑  Shurkin, 2006, pp. 201—202: «There are eminent Negroes whom we are proud of in every way, but are they the ones who come from and have large families? What is happening to the total numbers? This we do not know», также p. 205.
169. ↑  Shurkin, 2006, p. 203: «pseudo-scientific justification for class and race prejudice».
170. ↑  Shurkin, 2006, p. 203.
171. ↑  Shurkin, 2006, p. 203: «„pseudoscience“, „hackneyed“ and „mischief“».
172. ↑  Shurkin, 2006, p. 205.
173. ↑  Shurkin, 2006, p. 206: «We question the social urgency of a greatly enhanced program to measure the heritability of complex intellectual and emotional factors».
174. ↑  Shurkin, 2006, p. 214.
175. 1 2  Shurkin, 2006, p. 215.
176. ↑  Jensen, A. How Much Can We Boost IQ and Scholastic Achievement // Harvard Educational Review. — 1969. — Т. 39, № 1. — С. 1—123. — ISSN 0017-8055. Архивировано 14 апреля 2013 года.. Русский перевод названия приводятся по Наэм, Джозеф. Психология и психиатрия в США. — М.: Прогресс, 1984., гл. 7.
177. 1 2  Shurkin, 2006, p. 217.
178. ↑  Shurkin, 2006, pp. 219—220.
179. 1 2  Shurkin, 2006, p. 219.
180. ↑  Shurkin, 2006, pp. 220—221.
181. ↑  Tucker, 2002, pp. 139—145.
182. ↑  Tucker, 2002, p. 144: Указаны номинальные суммы без поправки на инфляцию. С учётом инфляции, в ценах 2002 года это 689 и 169 тыс. долларов..
183. ↑  Shurkin, 2006, pp. 221—223.
184. ↑  Shurkin, 2006, p. 224.
185. ↑  Shurkin, 2006, p. 225.
186. 1 2 3  Shurkin, 2006, pp. 235—236.
187. ↑  Shurkin, 2006, pp. 237—238.
188. ↑  Shurkin, 2006, pp. 233, 238-239.
189. ↑  Shurkin, 2006, p. 257.
190. ↑  Подробное изложение истории банка спермы Роберта Грэма см. Plotz, 2005
191. ↑  Shurkin, 2006, pp. 257—258.
192. ↑  Shurkin, 2006, pp. 258—259.
193. ↑  Shurkin, 2006, p. 260.
194. ↑  Shurkin, 2006, p. 261.
195. ↑  Shurkin, 2006, p. 263.
196. ↑  Shurkin, 2006, p. 263, цитирует текст, опубликованный в Playboy и воспроизведённый в сборнике Playboy Interviews 1983 года: «The smack of racism attributed to my rhetoric is in the eye of the beholder. It is not present in my written or spoken words. — You believe quite simply that whites as a race are superior in intellect to blacks? — Statistically, yes. But not in individual cases»..
197. ↑  Shurkin, 2006, p. 263, цитирует текст, опубликованный в Playboy и воспроизведённый в сборнике Playboy Interviews 1983 года: «In terms of my own capacities, my children represent a very significant regression. My firs twife — their mother — had not as high an academic achievement standing as I had … In some ways, I think the choice of physics may be unfortunate for him, because he has a name that [he] will probably be unlikely to live up to».
198. 1 2  Shurkin, 2006, p. 264.
199. ↑  Shurkin, 2006, p. 255: прозвище «доктор бип-бип» (англ. Dr Beep Beep) Шокли получил за характерный гудок, который издавал магнитофон, записывавший все разговоры по телефону Шокли.
200. ↑  Shurkin, 2006, pp. 259—260.
201. ↑  Shurkin, 2006, p. 268.
202. 1 2 3  Shurkin, 2006, p. 270.
203. 1 2 3  Shurkin, 2006, p. 271.
204. 1 2 3  Shurkin, 2006, p. 272.
205. ↑  Saxon, W. William B. Shockley, 79, Creator of Transistor and Theory on Race. The New York Times, 1989-08-14 (1989). Дата обращения: 25 августа 2012. Архивировано из оригинала 21 августа 2012 года.
206. ↑  Wiley, J. Group fights park named for William Shockley // San Francisco Chronicle, 2009-07-15. — 2009. Архивировано 22 декабря 2015 года.: «Jim Updegraff, chairman of the Sacramento County chapter of the ACLU, stressed that this is not a question of free speech. „ … It is an insult to people of color and anyone in the Placer area with an IQ under 100,“»
207. ↑  White, B. Donor's Views on Race Spark Outcry Over Parkland // The Wall Street Journal, 2009-08-29. — 2009. Архивировано 26 января 2013 года.
208. ↑  Шокли, В. Физика транзисторов // Успехи физических наук. — 1958. — Т. LXIV, № 1. — С. 155—192. Архивировано 14 сентября 2013 года.
209. ↑  Панков Ж. Оптические процессы в полупроводниках / Пер. с англ.. — М.: Мир, 1973. — С. 121—124. — 458 с.
210. ↑  Moll, 1995, pp. 321—323.

### Основные
- Храмов Ю. А. Шокли Уильям Брэдфорд (Shockley William Bradford) // Физики : Биографический справочник / Под ред. А. И. Ахиезера. — Изд. 2-е, испр. и доп. — М. : Наука, 1983. — С. 301. — 400 с. — 200 000 экз.
- Moll, J.[англ.]. Wiliam Bradford Shockley. A biographical memoir // Biographical Memoirs vol. 68. — National Academies Press, 1995. — P. 303—323. — ISBN 9780309052399.
- Lojek, B. History of semiconductor engineering. — Springer, 2007. — P. 178—187. — 387 p. — ISBN 9783540342571.
- Shurkin, J. Broken Genius: The Rise and Fall of William Shockley, Creator of the Electronic Age. — International series on advances in solid state electronics and technology. — Palgrave Macmillan, 2006. — 298 p. — ISBN 9781403988157.. Номера страниц цитируются по факсимильной электронной книге.

### Вспомогательные
- Berlin, L. The Man Behind the Microchip: Robert Noyce and the Invention of Silicon Valley. — New York: Oxford University Press, 2005. — P. 85—89. — 440 p. — ISBN 9780199839773.
- Brock, D.; Lécuyer, C. Makers of the Microchip: A Documentary History of Fairchild Semiconductor / Lécuyer, C. et al.. — MIT Press, 2010. — P. 312. — ISBN 9780262014243.
- Coller, J., Chamberlain, C. The lives, loves and deaths of splendidly unreasonable inventors. — Infinite Ideas Series. — Oxford, UK: Infinite Ideas, 2009. — P. 173—177. — 214 p. — ISBN 9781906821258.
- Gillmor, C. S. Fred Terman at Stanford: Building a Discipline, a University, and Silicon Valley. — Stanford University Press, 2004. — P. 311,328. — 642 p. — ISBN 9780804749145.
- Hoddeson, L., Daitch, V. True Genius: the Life and Science of John Bardeen. — Joseph Henry Press, 2002. — 387 p. — ISBN 9780309084086.
- Kluchin, R. Fit to Be Tied: Sterilization and Reproductive Rights in America, 1950-1980. — Rutgers University Press, 2009. — 288 p. — ISBN 9780813545271.
- Lécuyer, C. et al. Making Silicon Valley: innovation and the growth of high tech, 1930-1970. — MIT Press, 2006. — P. 212—228. — 393 p. — ISBN 9780262122818.
- Manners, D.; Makimoto, T. Living with the chip. — Springer, 1995. — 204 p. — ISBN 9780412616907.
- Plotz, D. The genius factory: the curious history of the Nobel Prize sperm bank. — Oxford, UK: Random House, 2005. — P. 90. — 262 p. — ISBN 9781400061242.
- Riordan, M. From Bell Labs to Silicon Valley: A Saga of Semiconductor Technology Transfer, 1955-61 (англ.) // The Electrochemical Society Interface. — 2007. — Vol. Fall. — P. 36—41.
- Riordan, M. et al. The invention of the transistor // Review of Modern Physics. — 1999. — Vol. 71. — P. 336—345.
- Thackray, A., Myers, M. Arnold O. Beckman: one hundred years of excellence. — Chemical Heritage Foundation series in innovation and entrepreneurship. — Chemical Heritage Foundation, 2000. — Vol. 3. — P. 238—250. — 379 p. — ISBN 9780941901239.
- Tidman, K. The Operations Evaluation Group: A History of Naval Operations Analysis. — Naval Institute Press, 1984. — P. 35—58. — 359 p. — ISBN 9780870212734.
- Tucker, W. The Funding of Scientific Racism: Wicliffe Draper and the Pioneer Fund. — University of Illinois Press, 2002. — 302 p. — ISBN 9780252027628.

### Мемуары Шокли
- Shockley, W. How we invented the transistor (англ.) // New Scientist. — 1972. — Vol. 56. — P. 689—691. — ISSN 0262-4079.
- Shockley, W. The invention of the transistor – an example of creative failure methodology (репринт статьи 1973 года) // Silicon Materials Science and Technology: Proceedings of the Eighth International Symposium on Silicon Materials Science and Technology / Huff, H.. — The Electrochemical Society, 1998. — P. 26—68. — 1638 p. — ISBN 9781566771931.
- Shockley, W. The path to the conception of the junction transistor (англ.) // IEEE Transactions on Electron Devices. — 1976. — Vol. 23, no. 7. — P. 597—620.